# Pedro Francisco Bonó
Pedro Francisco Bonó y Mejía (Santiago, 18 de octubre de 1828 - San Francisco de Macorís, 14 de septiembre de 1906) fue un sociólogo, pensador y político dominicano.

## Biografía
Pedro Francisco Bonó nació el 18 de octubre de 1828 y falleció el 14 de septiembre de 1906 ,hijo de José Bonó, un estanciero y comerciante de origen italiano, e Inés Mejía Port, de ascendencia española y francesa. Su abuela materna, doña Eugenia Port, oriunda de Bretaña (noroeste de Francia), que había tenido grandes plantaciones y fortuna en el Santo Domingo francés hasta que estalló la revolución haitiana, le enseñó el idioma francés y lo formó intelectualmente.
Bonó fue un patriota que defendió a la República Dominicana en momentos cruciales. Se desempeñó como miembro del Senado y de la Cámara. Fue encargado de las Relaciones Exteriores durante la época de la Restauración, y luego, fue encargado de Justicia e Instrucción Pública. Fue inspector general de Agricultura y miembro de la Suprema Corte de Justicia.
Es considerado como el primer sociólogo dominicano, y sus Apuntes sobre las Clases Trabajadoras Dominicanas constituye un estudio pionero sobre la composición social dominicana.
Con su novela El Montero, se revela como un conocedor de las costumbres dominicanas de su época.
Estudió el estado social del pueblo dominicano y propuso reformas sociales que pusieran fin a los males de su época planteando el licenciamiento del ejército creando la Guardia Cívica, el establecimiento de un sistema educativo nacional y la apertura de caminos. Tuvo ideas de orden sociológico en relación con las características étnicas de los dominicanos y prefirió, cuando se le quiso señalar como posible presidente, en 1884, ser ciudadano dominicano a ser militante partidario, renunciando a ese derecho; siempre se le tuvo como seguidor de la doctrina política levantada por el Partido Azul de Gregorio Luperón.
Como político de mediado del siglo XIX, recogió en sus escritos la experiencia alcanzada en cada uno de los aspectos en que estuvo implicado y en su condición de sociólogo, de cuya disciplina es el primero en abordarla científicamente en la República Dominicana; sus apuntes sobre las clases trabajadoras dominicanas, lo sitúan entre los grandes pensadores de la historia dominicana.
Bonó hace de la observación participante---como cualquier todo antropólogo que investiga un grupo social, que actúa como miembro de la comunidad, para enfocar su mentalidad sociocultural---un instrumento de estudio de la historia y la sociedad dominicana. Su creación literaria a nivel de narrativa y ensayística favorece la posibilidad de desarrollar una etnografía de lo cotidiano. El campo sociológico y antropológico debe aprovechar como fuente primaria su creación literaria en el estudio de la cultura, como base que testimonia la historia y el folklore. En su novela costumbrista El Montero, publicada en formato de folletín en el periódico El Correo de Ultramar en 1856, ofrece la posibilidad de observar el proceso formativo de esta figura social en el imaginario dominicano.
Bonó, figura cimera del pensamiento social dominicano decimonónico, representa la genuina actitud científica, que deber valorarse en el discurso científico actual de la historia, la antropología y la sociología, teniendo como paradigma al hombre común. Su gran relevancia social ha sido reconocida por el Congreso de la República Dominicana, al declararse el 18 de octubre de cada año como "Día de Pedro Francisco Bonó".

## Obras publicadas
- El Montero (1856)
- Apuntes para los Cuatro Ministerios de la República (1857)
- Apuntes sobre las Clases Trabajadoras Dominicanas (1881)
- Congreso Extraparlamentario (1895)
- Epistolario
- Ensayos Sociohistóricos
- Actuación Pública
- Papeles de Pedro Francisco Bonó (Obras Completas recopiladas por Emilio Rodríguez Demorizi 1963)

Aportes:
Es considerado como el primer sociólogo dominicano, y sus Apuntes sobre las Clases Trabajadoras Dominicanas constituye un estudio pionero sobre la composición social dominicana.